# Herb Powell
Herbert "Herb" Powell es un personaje ficticio de la serie animada Los Simpson. En la versión original Danny DeVito le da voz, mientras que en España fue doblado por Roberto Cuenca Martínez y Carlos Revilla, y en Hispanoamérica por Sergio Barrios y Mario Sauret. Es conocido también en Hispanoamérica como Heberto en "Brother, Can You Spare Two Dimes?".

## Biografía
Herb es producto de una aventura amorosa entre el padre de Homer (Homero en Latinoamérica), Abraham Simpson, y una chica que conoció en un circo ambulante antes de casarse. Herb fue dado en adopción al nacer, por lo que Homer jamás se enteró de su existencia. Tras salir del orfanato entró en la Universidad de Harvard gracias a su capacidad de lavar platos y fregar retretes. Fue el fundador y propietario de la empresa de coches Powell Motors, situada en la ciudad de Detroit. Sólo sus millones aliviaban sus recuerdos de pobreza y desarraigamiento. Cuando Homer se entera de la existencia de un hermano, lo busca, y Herb se muestra ansioso por conocerle a él y a su familia. Herb y Homer se conocen y descubren que son idénticos físicamente (con excepción que Herb es delgado y tiene pelo). Herb acepta a Homer como su hermano y los invita a pasar el tiempo con todas las comodidades que ofrece, cuando le quiere regalar un auto a Homer y a la vez sus buenas ideas, ofrece a Homer que diseñe un automóvil. Él acepta y crea un coche horrendo llamado The Homer ("El Homeromóvil" en Hispanoamérica), bastante estrambótico. Herb pierde toda su fortuna y se ve forzado a vender su firma a la compañía Kumatsu Motors. Herb pasa el siguiente año en la pobreza.
Reaparece en el episodio Brother, Can You Spare Two Dimes? de la tercera temporada, y se integra en la familia Simpson. Les pide dinero prestado para desarrollar un aparato que convierte los balbuceos de los bebés en palabras comprensibles, cosa que consiguió analizando el comportamiento de Maggie. Herb produce en masa el aparato y se vuelve millonario nuevamente, gritando a los cuatro vientos "¡U S A, U S A!" (U Ese A) en alusión al dicho que los EE. UU. es el país de las oportunidades. Se despide del hogar de los Simpson devolviendo el préstamo y comprándoles regalos a cada uno de los miembros de la familia.
En "The Heartbroke Kid", Homer lo menciona y se muestra un marco con su foto.
En "The Changing of the Guardian" Homer llama por teléfono a su casa y escucha un mensaje de la contestadora que dice: 'Te has comunicado con Herb Powell, soy pobre de nuevo'; y Homer cuelga instantáneamente.